# Liste des plus hauts bâtiments de Rennes

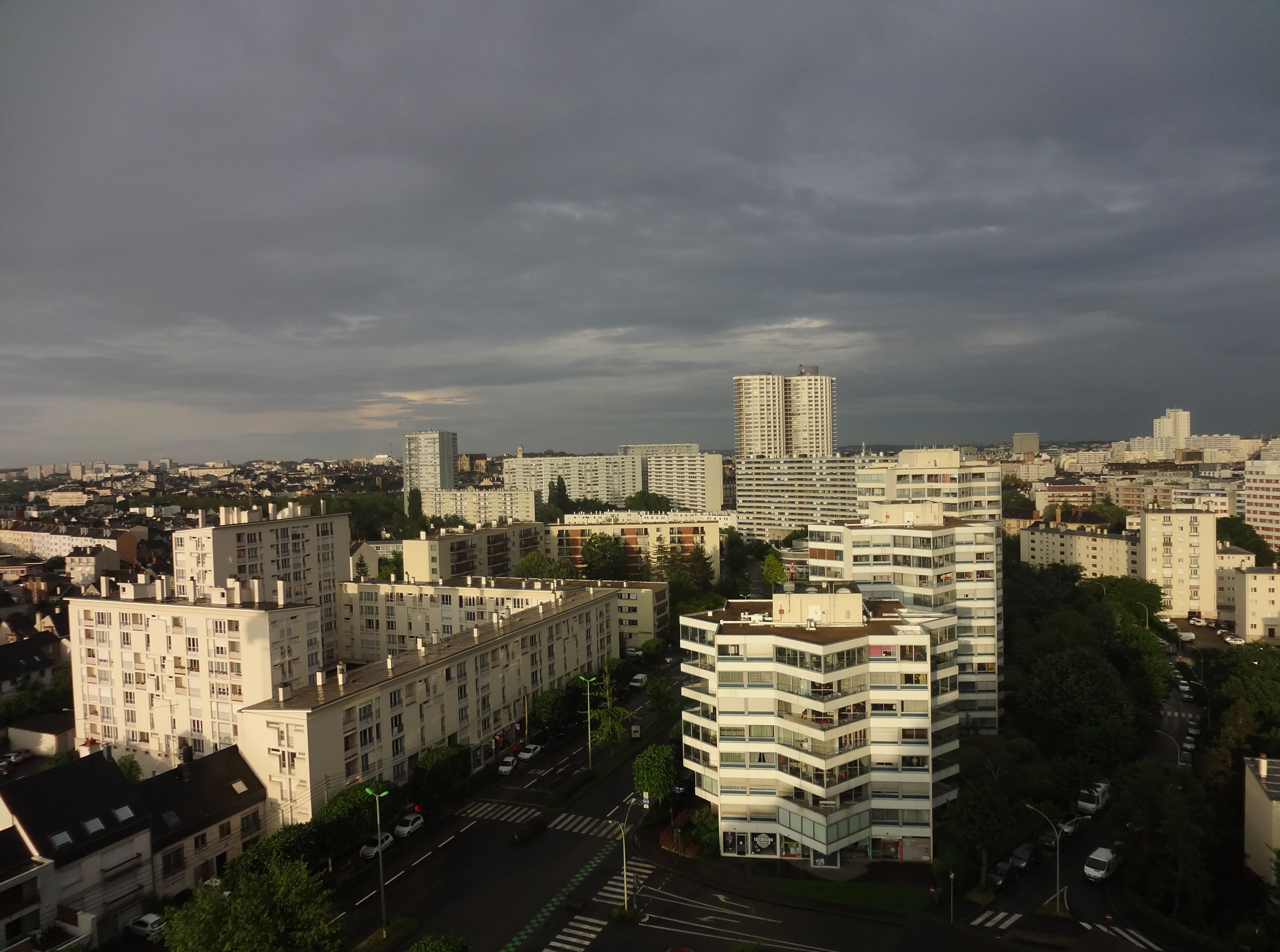
Vue des tours Le Penthièvre (à gauche) Les Horizons (au centre) et de l'Éperon (au fond à droite) depuis Le Belvédère.

Cette liste mentionne les dix plus hauts bâtiments de l'unité urbaine de Rennes. Une grande majorité de ces édifices sont résidentiels et ont été construits durant l'expansion démographique des années 1960 et 1970.

## Bâtiments de plus de60 mètres

### Bâtiments construits
Les bâtiments sont classés selon leur hauteur architecturale (toit/antenne) : 
| Place | Nom                         | Année | Utilisation        | Hauteur (m), | Étages | Commune        |
| ----- | --------------------------- | ----- | ------------------ | ------------ | ------ | -------------- |
| 1     | Tour TDF                    | 1975  | Télécommunications | 124          | -      | Cesson-Sévigné |
| 2     | Les Horizons                | 1970  | Logements          | 99,5/100     | 35     | Rennes         |
| 3     | Tour de l'Éperon            | 1975  | Logements          | 92/95        | 30     | Rennes         |
| 4     | Le Mabilay                  | 1973  | Bureaux, activité  | 28/88        | 7      | Rennes         |
| 5     | Tour Sarah Bernhardt        | 1965  | Logements          | 66           | 21     | Rennes         |
| 6     | Tour de la Sécurité Sociale | 1965  | Bureaux            | 66           | 19     | Rennes         |
| 7     | Le Penthièvre               | 1965  | Logements          | 65           | 23     | Rennes         |
| 8     | Notre-Dame-en-Saint-Melaine | 1672  | Lieu de culte      | 63           | -      | Rennes         |
| 9     | Tour de la Binquenais       | 1965  | Logements          | 62           | 21     | Rennes         |
| 10    | Le Belvédère                | 1973  | Logements          | 60           | 20     | Rennes         |

### Bâtiments en projet
Une nouvelle tour est en projet dans le futur quartier d'affaires EuroRennes, autour de la gare de Rennes : 
| Place | Nom                 | Année | Utilisation         | Hauteur (m) | Étages | Quartier |
| ----- | ------------------- | ----- | ------------------- | ----------- | ------ | -------- |
| 1     | Tour Féval (Samsic) | ~2028 | Logements/Commerces | 50          | 26     | Sud-Gare |

## Galerie d'images

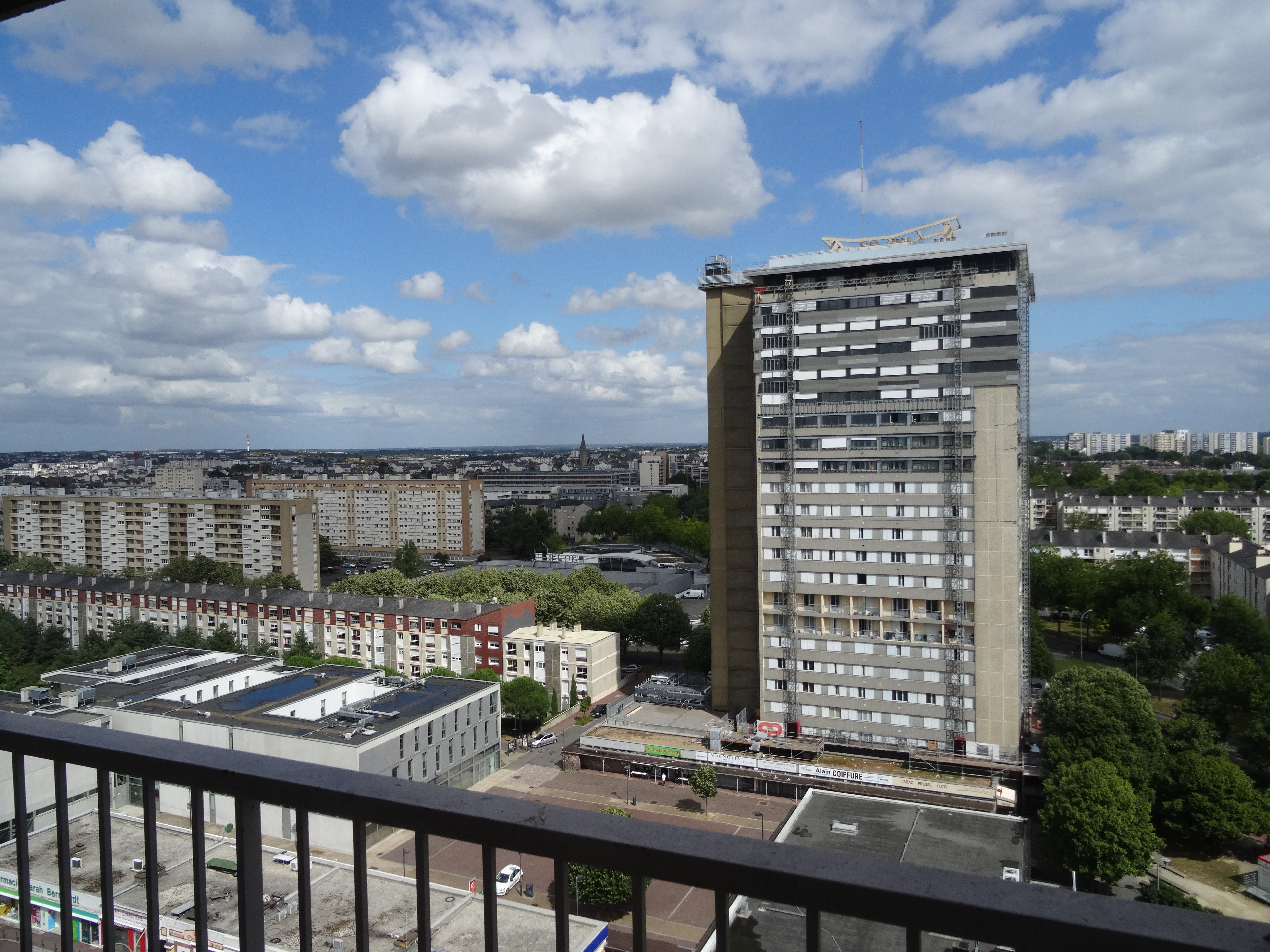
Tour Sarah Bernhardt en rénovation
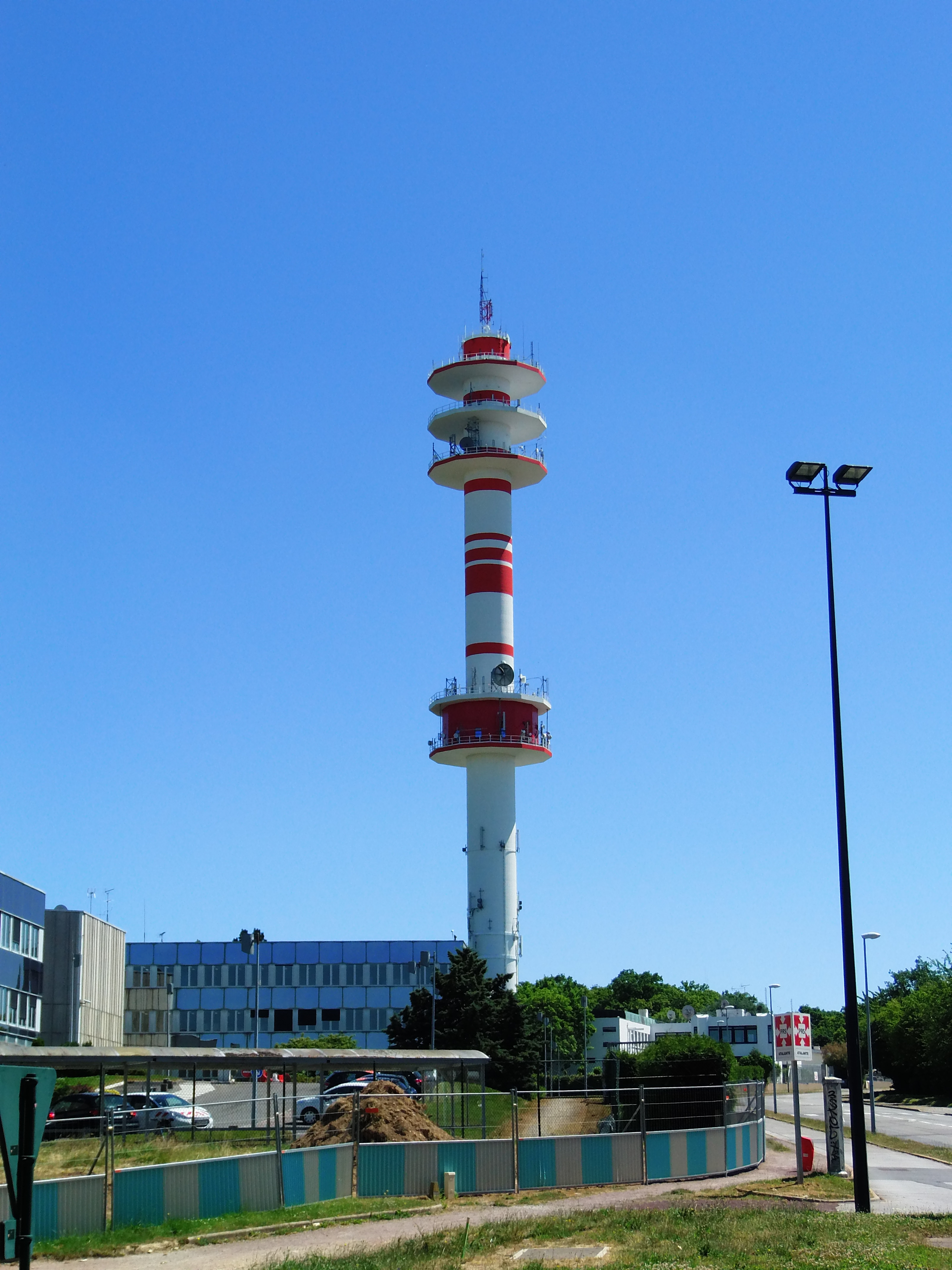
Tour TDF
Tour de l'Eperon
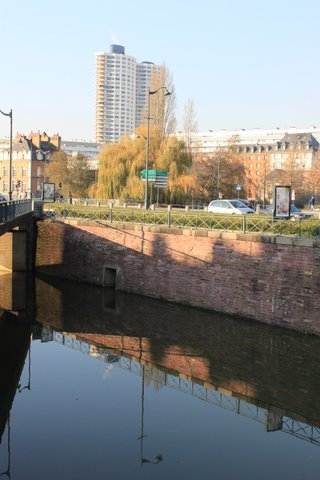
Tour Les Horizons
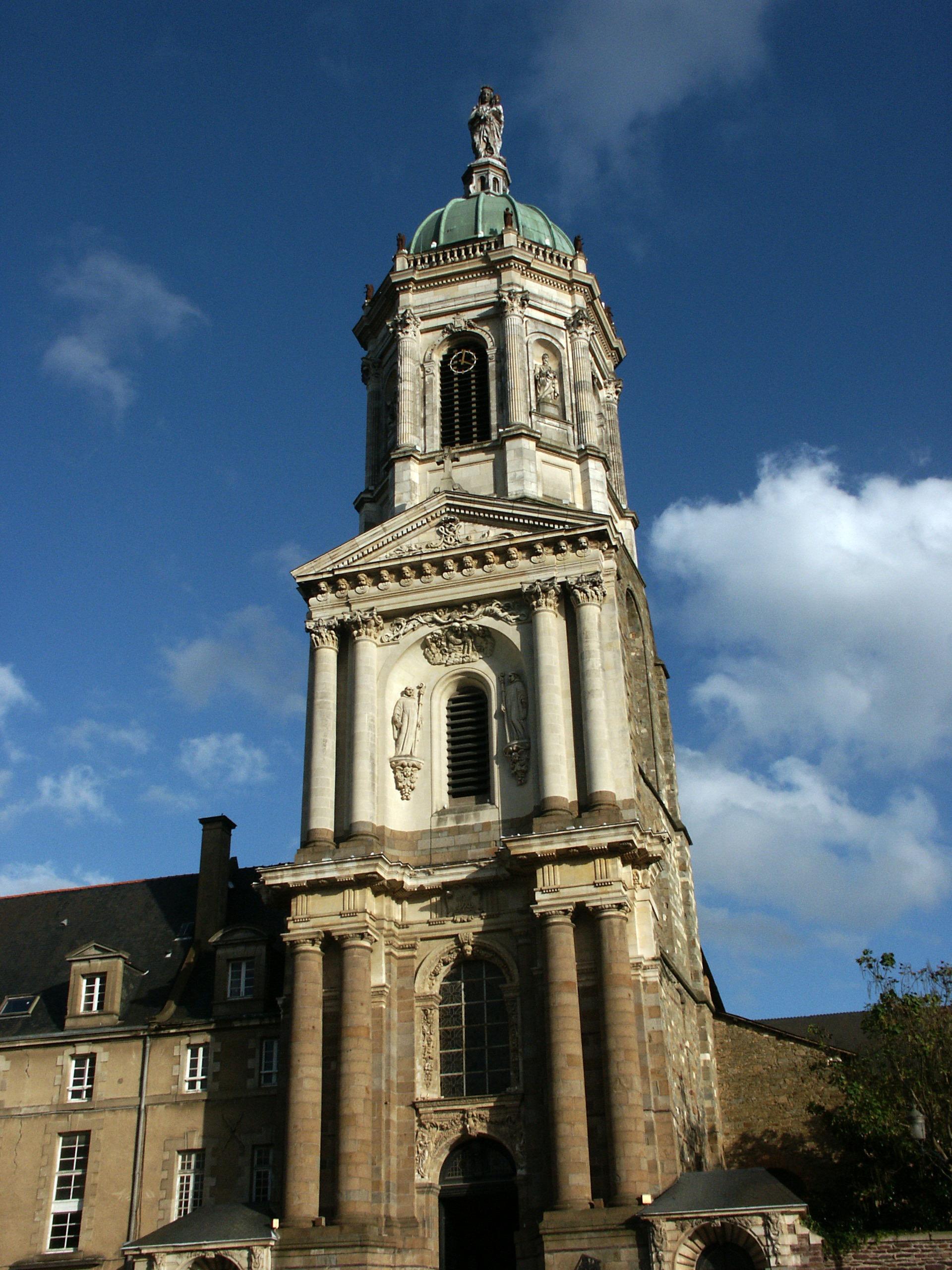
Notre Dame en Saint-Melaine
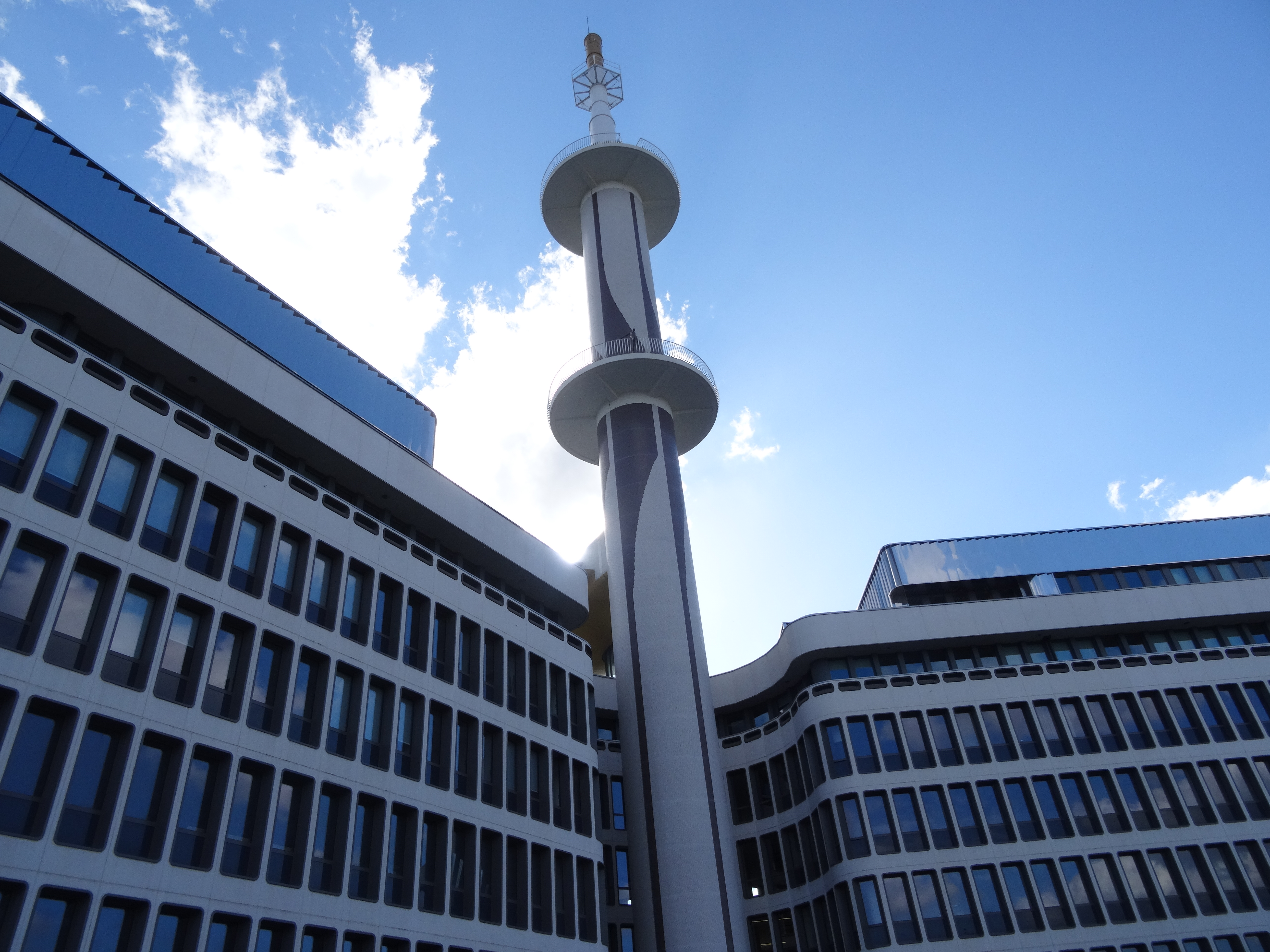
Antenne du Mabilay rénové
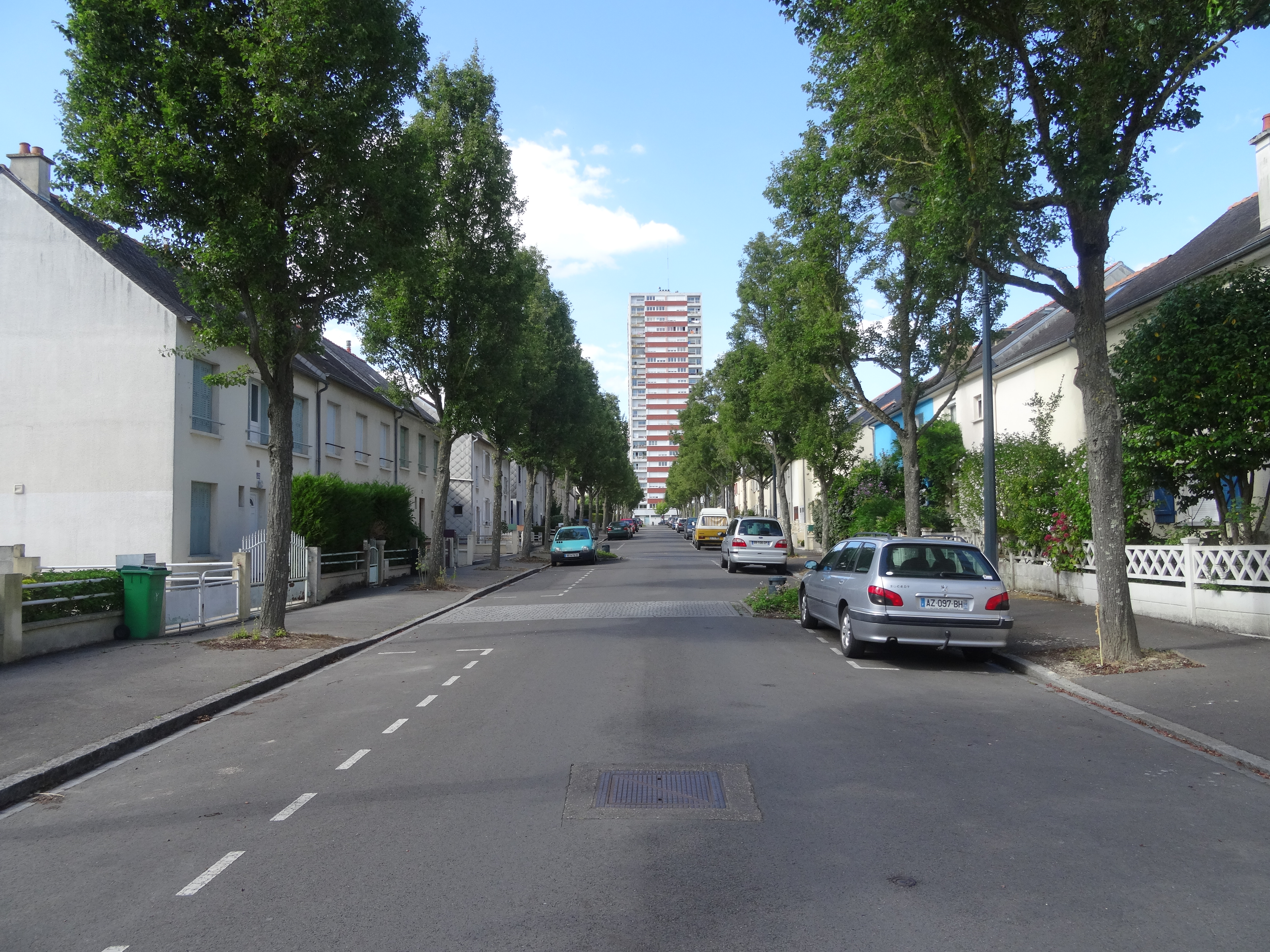
Tour de la Binquenais